# کرستوماتی

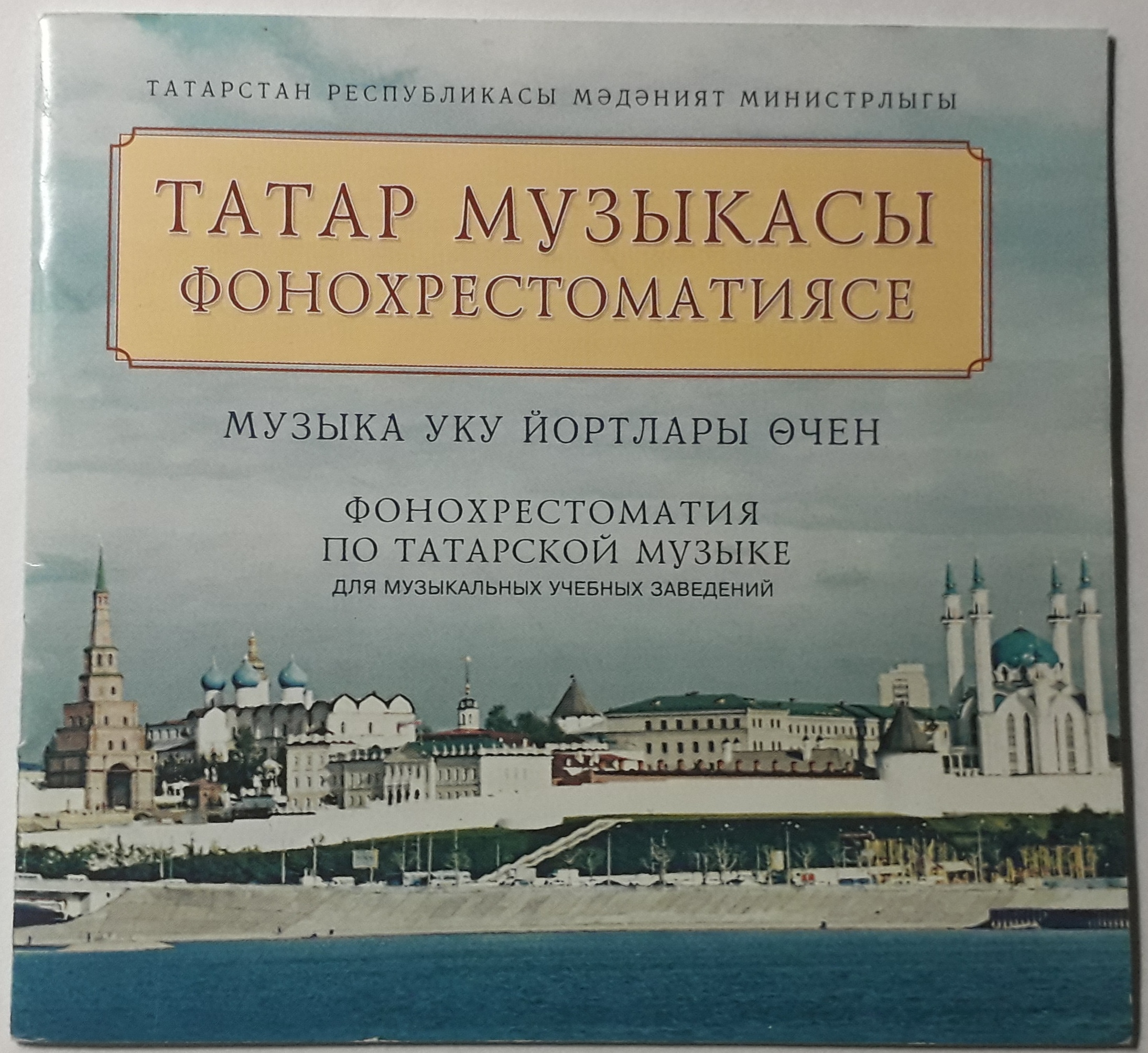
یک قطعه دیسک گرامافون («فونو-کرستوماتی») از موسیقی تاتار

کرستوماتی یا قطعات برگزیده یا منتخبات (به انگلیسی: Chrestomathy) (‎/krɛˈstɒməθi/‎ kreh-STOM-ə-thee؛ از یونانی باستان χρηστομάθεια khrēstomátheia تمایل به یادگیری، از χρηστός khrēstós کاربردی + μανθάνω manthánō یادگیری) مجموعه‌ای از متن‌های ادبی منتخب (معمولاً از یک نویسنده) است. گزیده‌ای از قطعات ادبی از یک زبان خارجی که برای مطالعۀ آن زبان جمع‌آوری شده‌ است و یا متنی به زبان‌های مختلف که به طور ویژه به عنوان کمکی در یادگیری یک موضوع استفاده می‌شود.
در زبان‌شناسی یا در مطالعۀ ادبیات، نوعی خواننده است که دنباله‌ای از متون نمونه را ارائه می‌دهد که برای نشان دادن پیشرفت زبان یا سبک ادبی انتخاب شده‌اند. به دلیل هدف آموزشی آن با گلچین ادبی متفاوت است.